# Papunya
Papunya – miasto w Australii, w Terytorium Północnym.